# Вольтер, Жаклин
Жаклин Энн Уолтер Клиссон (англ. Jacqueline Anne Walter Clisson), более известная как Жаклин Вольтер (исп. Jacqueline Voltaire; 6 ноября 1948, Стратфорд-на-Эйвоне, Великобритания — 8 апреля 2008, Мехико, Мексика) — мексиканская актриса британского происхождения.

## Биография
Родилась 6 ноября 1948 года в Великобритании. До того, как поселиться в Мексике, где она прожила более тридцати лет, много путешествовала, работая танцовщицей и артисткой во Франции, Германии, Соединённых Штатах и части Африки. Танцевала в некоторых из самых известных ночных клубов мира, включая Мулен Руж, Казино де Пари и Ле Лидо. Благодаря карьере и путешествиям научилась говорить на испанском, итальянском и французском языках.
Дебютировала на большом экране после переезда в Мексику в 1971 году в фильме Безупречный Дон Кихот, где она снималась вместе с Марио Морено, более известным как [[Кантинфлас]. Официально вступила в Национальную ассоциацию актеров (ANDA) в феврале 1979 года (членский номер 19216). Впоследствии появлялась в фильмах вместе с рядом известных мексиканских и международных актёров, включая Арнольда Шварценеггера, Кету Карраско, Маурисио Гарсеса, Шэрон Стоун, Оскара Чавеса, Сильвию Пиналь, Патрика Стюарта, Роберто Гомеса Боланьоса и Сусану Досамантес. В 1990-х и 2000-х годах стала известна как одна из звёзд мексиканских теленовелл, но продолжала работать в кино и театре. В 2005 году выиграла премию MTV Latinoamérica в категории «Самая странная сексуальная сцена» за сцену в фильме Matando Cabos с актёром Сильверио Паласиосом. В последние годы карьеры также работала консультантом по имиджу.
Скончалась 8 апреля 2008 года ночью в 03:40 по местному времени от меланомы в одной из больниц Мехико. 10 апреля 2008 года тело актрисы было кремировано.

## Фильмография

### Теленовеллы
- 1970 — Шоу «безумного» Вальдеса (El show de el «loco» Valdez)
- 1970 — Макклауд[исп.]
- 1989 — Просто Мария — Нэнси Вилльямс
- 1990 — Дотянуться до звезды
- 1991 — Сладкие пули (Sweating Bullets)
- 1992 — Танцуй со мной[исп.] — мать Мэри Джин
- 1994 — Agujetas de color de rosa — Карина Йорк
- 1995 — Узы любви — Линда Бейтс
- 1996 — Вина[исп.] — Аннетт
- 1996 — Навсегда[исп.] — Маргарет Бьюкенен
- 1997 — Мое поколение[исп.] — Сара Крюгер
- 1998 — Пресьоза[исп.]
- 1999 — Привилегия любить — Жаклин
- 1999 — Три женщины[исп.] — Мелинда
- 1999 — За твою любовь[исп.]
- 2000 — Мечты юности[исп.] — Джеки
- 2000 — За поцелуй[исп.] — сеньора Миер-и-Теран
- 2002 — Саломея — возлюбленная Давида
- 2002 — Женщина, случаи из реальной жизни
- 2002 — Да здравствуют дети![исп.] — сеньора Романов
- 2002 — Класс406[исп.] — Фабианна
- 2003 — Истинная любовь — сестра Лусия
- 2004 — Час пик[исп.]
- 2004 — Заново влюблённые[исп.]
- 2004 — Сердца на пределе[исп.] — сеньора Куллман
- 2004 — Бунтари[исп.] — Флоренсия Миллиан де Пас
- 2005 — Ставка на любовь[исп.]
- 2005 — Наперекор судьбе — Одетте
- 2006 — Скрытая правда, или Наш секрет — Дебора
- 2007 — Дистиллированная любовь[исп.] — Фелисити
- 2007 — Девушки, как ты[исп.] — ведущая показа мод
- 2007 — Шаблон:Любовь без макияжа
- 2007 — RBD: семья[исп.] — мать Тони
- 2007-2008 — Лола, однажды[исп.] — Моник Фов
- 2008 — Слово женщины[исп.] — Флора Наварро де Альварес-и-Хунко

### Фильмы
- 1969 — Безупречный Дон Кихот (Un Quijote sin mancha)
- 1970 — Цветок персика (Flor de durazno)
- 1970 — Сестра Тринкете[исп.]
- 1970 — Любовник на свободе (Un amante anda suelto)
- 1971 — Бессердечные (Los desalmados)
- 1971 — Жди меня в Сибири, жизнь моя (Espérame en Siberia, vida mía)
- 1972 — Король Акапулько (El rey de Acapulco)
- 1972 — Ванесса
- 1973 — Массажистка для женщин (Masajista de señoras)
- 1973 — Святая гора
- 1973 — Капулина против мумий[англ.] — Джеки
- 1974 — Их следовало повесить раньше (Debieron ahorcarlos antes)
- 1974 — Хуже стервятников (Peor que los buitres)
- 1984 — Дюна
- 1991 — Захват Беверли-Хиллз (The Taking of Beverly Hills)
- 1992 — Могила Атлантики (La tumba del Atlántico)
- 1993 — Я мужчина и что? (Soy hombre y que)
- 1996 — Прибытие
- 1997 — Эскадроны смерти[англ.]
- 2004 — Кролик на Луне
- 2004 — Убивая Кабоса[исп.]
- 2005 — Роман с невестой (Romancing the bride)
- 2005 — «Умереть» на иврите (Morirse está en hebreo)
- 2007 — Под одной луной